# Tobias Daniels

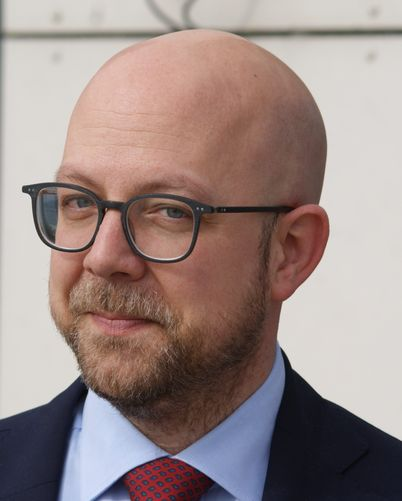
Tobias Daniels, aufgenommen 2023 von Werner Maleczek auf einer Tagung des Konstanzer Arbeitskreises für mittelalterliche Geschichte

Tobias Daniels (* 1981 in Recklinghausen) ist ein deutscher Historiker, der zur Geschichte des Spätmittelalters forscht.

## Leben und Wirken
Tobias Daniels studierte von 2001 bis 2007 Geschichte, Italianistik und Germanistik an den Universitäten Bochum und Florenz. Im Jahr 2007 legte er das Erste Staatsexamen ab und war als Fremdsprachenlehrer an der Volkshochschule Gelsenkirchen tätig. Er war 2008 wissenschaftliche Hilfskraft am Repertorium Academicum Germanicum an der Arbeitsstelle Justus-Liebig-Universität Gießen. Von 2007 bis 2008 war er Lehrbeauftragter an der Universität Bochum. Von 2008 bis 2011 war er Mitglied des Internationalen Graduiertenkollegs „Politische Kommunikation von der Antike bis ins 20. Jahrhundert“. Er verbrachte 2009 einen Forschungsaufenthalt an der St. Louis University. Daniels wurde 2011 an den Universitäten Innsbruck und Pavia promoviert mit einer von Klaus Brandstätter und Daniela Rando betreuten Arbeit zu dem gelehrten Juristen Johannes Hofmann von Lieser († 1459), einem engen Bekannten von Nikolaus von Kues.
Von 2012 bis 2016 war er wissenschaftlicher Mitarbeiter der Minerva-Forschungsgruppe Roma communis patria. Die Nationalkirchen in Rom zwischen Mittelalter und Neuzeit, an der Bibliotheca Hertziana, Max-Planck-Institut für Kunstgeschichte, Rom. Außerdem hatte er Lehraufträge an der Universität Mannheim und der Catholic University of America. Seit 2016 ist er wissenschaftlicher Mitarbeiter an der Abteilung Mittelalterliche Geschichte des Historischen Seminars der Universität München. Dort erfolgte im Jahr 2018 die Habilitation für Mittelalterliche Geschichte und Historische Grundwissenschaften. Von Sommersemester 2018 bis Wintersemester 2018/19 war er in München Oberassistent von Claudia Märtl. Daniels hatte Lehrstuhlvertretungen für Mittelalterliche Geschichte im Wintersemester 2019/20 an der Universität Trier für Petra Schulte, im Herbstsemester 2020 und Frühjahrssemester 2021 an der Universität Zürich für Claudia Zey, im Wintersemester 2022/23 an der Universität zu Köln für Karl Ubl und im Wintersemester 2023/24 an der Universität Heidelberg für Romedio Schmitz-Esser. Im August 2021 wurde er in das Heisenberg-Programm der DFG aufgenommen. Er vertritt von April 2025 bis September 2026 den Lehrstuhl für Mittelalterliche Geschichte von Romedio Schmitz-Esser an der Universität Heidelberg.
Seine Forschungsschwerpunkte sind die Sozial- und Institutionengeschichte von Kirche und Königtum, Zusammenhänge von Kunst, Wirtschaft und Politik, die Universitäts-, Bibliotheks- und Buchgeschichte, Mentalitäten und Lebenswelten im Spiegel serieller Quellen sowie Italien, mediterrane und maritime Kulturen. In seiner Dissertation über den gelehrten Rat Johannes von Lieser (de Lysura) wurde erstmals umfassend dessen Wirken als Diplomat, Redner und Jurist erforscht. Daniels berücksichtigt dazu ungedruckte Quellen aus 72 Archiven und Bibliotheken. Das Werk ist mit der diplomatischen Karriere, der Oratorik im politischen Kontext und Liesers Praxis als Jurist dreigeteilt. Er leistet damit einen grundlegenden Beitrag für die Politik- und Bildungsgeschichte des 15. Jahrhunderts. Seine Habilitationsschrift befasste sich mit der Pazzi-Verschwörung basierend auf unveröffentlichtem Material, das bei ausgedehnten Archiv- und Bibliotheksstudien an mehr als vier Dutzend Orten ermittelt worden ist. In der Arbeit lauten seine Grundfragen: „Welche erinnerungskulturellen Nachwirkungen führten dazu, dass bis in das 19.Jahrhundert und darüber hinaus die Florentiner Verschwörung gleichsam als emblematisch für ihre Zeit beziehungsweise die Renaissance angesehen werden konnte? Wofür stand sie in dieser Wahrnehmung konkret?“ Daniels verfolgt dazu den Informationsfluss im europäischen Kommunikationsnetz. Als ein Ergebnis der Untersuchung wird die herkömmliche „Konzeptionen von Zentrum und Peripherie sowie die Vorstellungen eines einseitigen Kulturtransfers vom humanistischen Renaissanceitalien in den Norden in Frage“ gestellt. Für seine Habilitation erhielt er 2022 den Preis der Humboldt-Universität zu Berlin für hervorragende Leistungen auf dem Gebiet der Mittelalterlichen Geschichte. Daniels lieferte zur Verschwörung der Pazzi auch weitere Aufsätze. Er edierte und kommentierte dazu eine Reihe von Schlüsseldokumenten. Er veröffentlichte 2015 eine Edition der Oratio ad Lucenses, die der Medici-Gegner Cola Montano am 19. Dezember 1478 in Lucca vorgetragen hat. Grundlage der Edition bilden drei Inkunabeln und drei daraus kopierte Handschriften.

## Schriften
Monographien
- Die Verschwörung der Pazzi. Ein politischer Skandal und seine europäischen Resonanzen (= Monographien zur Geschichte des Mittelalters. Bd. 70.). Hiersemann, Stuttgart 2020, ISBN 978-3-7772-2037-6.
- Umanesimo, congiure e propaganda politica. Cola Montano e l’Oratio ad Lucenses. Con edizione e traduzione dell’Oratio e delle Confessioni di Cola Montano e Piero Baldinotti (= Roma nel Rinascimento. Inedita. Bd. 63). Roma nel Rinascimento, Roma 2015, ISBN 978-88-85913-88-2.
- Diplomatie, politische Rede und juristische Praxis im 15. Jahrhundert. Der gelehrte Rat Johannes Hofmann von Lieser (= Schriften zur politischen Kommunikation. Bd. 11). Vandenhoeck & Ruprecht, Göttingen 2013, ISBN 978-3-8471-0092-8.
- La congiura dei Pazzi: i documenti del conflitto fra Lorenzo de' Medici e Sisto IV. Le bolle di scomunica, la „Florentina Synodus“, e la „Dissentino“ insorta tra la Santità del Papa e i Fiorentini (= Studi di Storia e Documentazione Storica. Bd. 6). edifir - edizioni firenze, Florenz 2013, ISBN 978-88-7970-649-0.

Herausgeberschaften
- mit Christian Jaser, Thomas Woelki: Das Interdikt in der europäischen Vormoderne (= Zeitschrift für historische Forschung. Beiheft. Bd. 57). Duncker & Humblot, Berlin 2021, ISBN 978-3-428-18221-3.
- mit Franz Fuchs, Andreas Rehberg: Ulrich von Hutten und Rom. Deutsche Humanisten in der Ewigen Stadt am Vorabend der Reformation (= Pirckheimer Jahrbuch für Renaissance- und Humanismusforschung. Bd. 33). Harrassowitz, Wiesbaden 2021, ISBN 978-3-447-11514-8.
- mit Franz Fuchs: Venedig und der oberdeutsche Buchmarkt um 1500 (= Pirckheimer-Jahrbuch für Renaissance- und Humanismusforschung. Bd. 31). Harrassowitz Verlag, Wiesbaden 2018, ISBN 978-3-447-10896-6.